# Yarimuta
Yarimuta era una comarca propera a Biblos, on es produïa la major part del gra i d'aliments que es consumien a la ciutat.
Els habiru, comandats per Abdi-Asirta que volia conquerir Biblos, la van bloquejar i van provocar la gana entre els habitants de la ciutat de Biblos. Alguns van vendre a les seves dones o fills a canvi d'aliments. L'arribada d'un exèrcit egipci i la mort d'Abdi-Asirta, el cap dels habiru, a mans dels seus o d'un escamot egipci, va salvar la ciutat. S'esmenta a les cartes d'Amarna.